# Onciale 099
- Papyrus
- Onciale
- Minuscules
- Lectionnaire

Le Codex 099, portant le numéro de référence 099 (Gregory-Aland), ε 47 (von Soden), est un manuscrit du Nouveau Testament sur parchemin écrit en écriture grecque onciale.

## Description
Le codex se compose d'une folio. Il est écrit en deux colonnes, de 32 lignes par colonne. Les dimensions du manuscrit sont 32 x 26 cm. Les paléographes datent ce manuscrit du VIIe siècle. 
C'est un manuscrit contenant le texte incomplet de l'Évangile selon Marc (16,6-8.9-18). 
Le manuscrit a été examiné par Émile Amélineau.
Texte
Le texte du codex représenté type mixte. Kurt Aland le classe en Catégorie III.
Lieu de conservation
Il est actuellement conservé à la Bibliothèque nationale de France (Copt. 129.8), à Paris,.